# NGC 5280
NGC 5280 (również PGC 48580) – galaktyka eliptyczna (E), znajdująca się w gwiazdozbiorze Psów Gończych. Odkrył ją Édouard Jean-Marie Stephan 23 maja 1881 roku.